# Observatoire antique de Pékin
L'observatoire antique de Pékin (chinois simplifié : 北京古观象台 ; chinois traditionnel : 北京古觀象台 ; pinyin : Běijing gǔ guānxiàngtái) est un observatoire astronomique pré-télescopique situé à Pékin, en Chine. Les instruments utilisés dans cet antique observatoire  construit en 1442 sous la dynastie Ming ont été remplacés ou perfectionnés plus tard sous la dynastie Qing, notamment par le jésuite flamand Ferdinand Verbiest (1623-1688). Ce sont ces instruments que l'on peut voir encore aujourd'hui. 

## Histoire

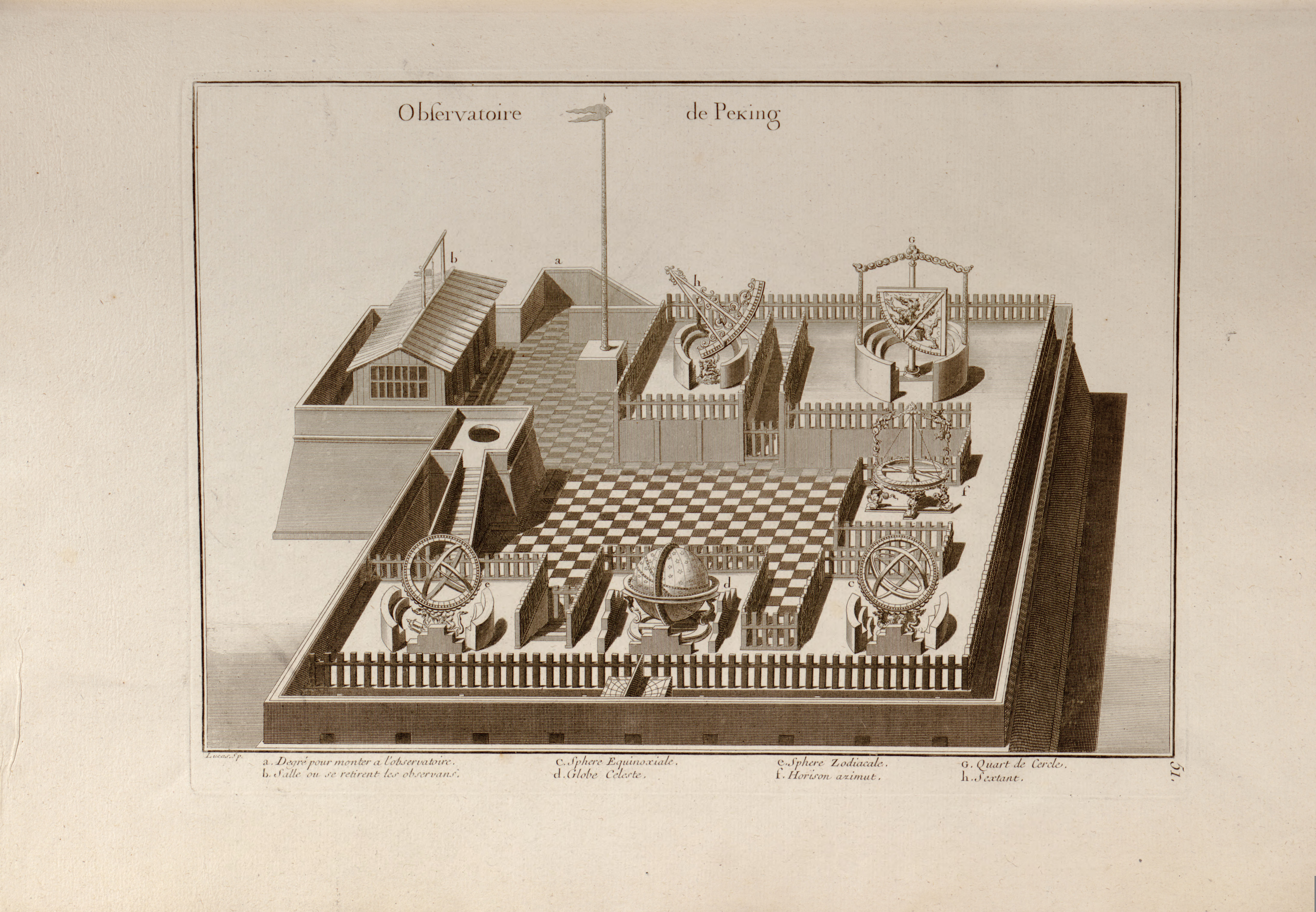
L'observatoire et ses instruments en 1688. Copie en miroir d'un dessin de Louis Le Comte.

Considéré comme l'un des plus anciens observatoires astronomiques, l'observatoire antique de Pékin s'étend sur une surface de 10 000 mètres carrés. Cet espace est principalement occupé par une plate-forme de dix mètres de haut soutenant plusieurs instruments en bronze. L'observatoire lui-même est situé sur le toit de ce qui est maintenant un musée d'astronomie.
En 1688, peu après la mort du père Verbiest, le jésuite français Louis Le Comte visite l'observatoire. Il décrit et dessine le lieu et les instruments dans ses Nouveaux mémoires sur l'état présent de la Chine, parus en 1696. 
À la fin de la dynastie Qing, les forces alliées envahirent Pékin et dérobèrent au passage les instruments astronomiques chinois. Ces instruments furent rendus à la Chine à la fin de la Première Guerre mondiale par les Français et les Allemands.

## Instruments
- La sphère armillaire est un instrument permettant de déterminer les coordonnées des astres.
- Le quadrant, bâti en 1673, permet de mesurer l'altitude (hauteur) ou le zénith des astres.
- Le théodolite, bâti en 1715, est utilisé pour déterminer l'azimut et l'altitude des astres.
- Le sextant est utilisé pour mesurer la distance angulaire entre deux astres. C'est également l'instrument utilisé pour mesurer le diamètre angulaire de la Lune et du Soleil.
- L'astrolabe, bâti en 1673, permet de représenter le mouvement des étoiles sur la voûte céleste et de déterminer les heures de coucher et de lever des astres.

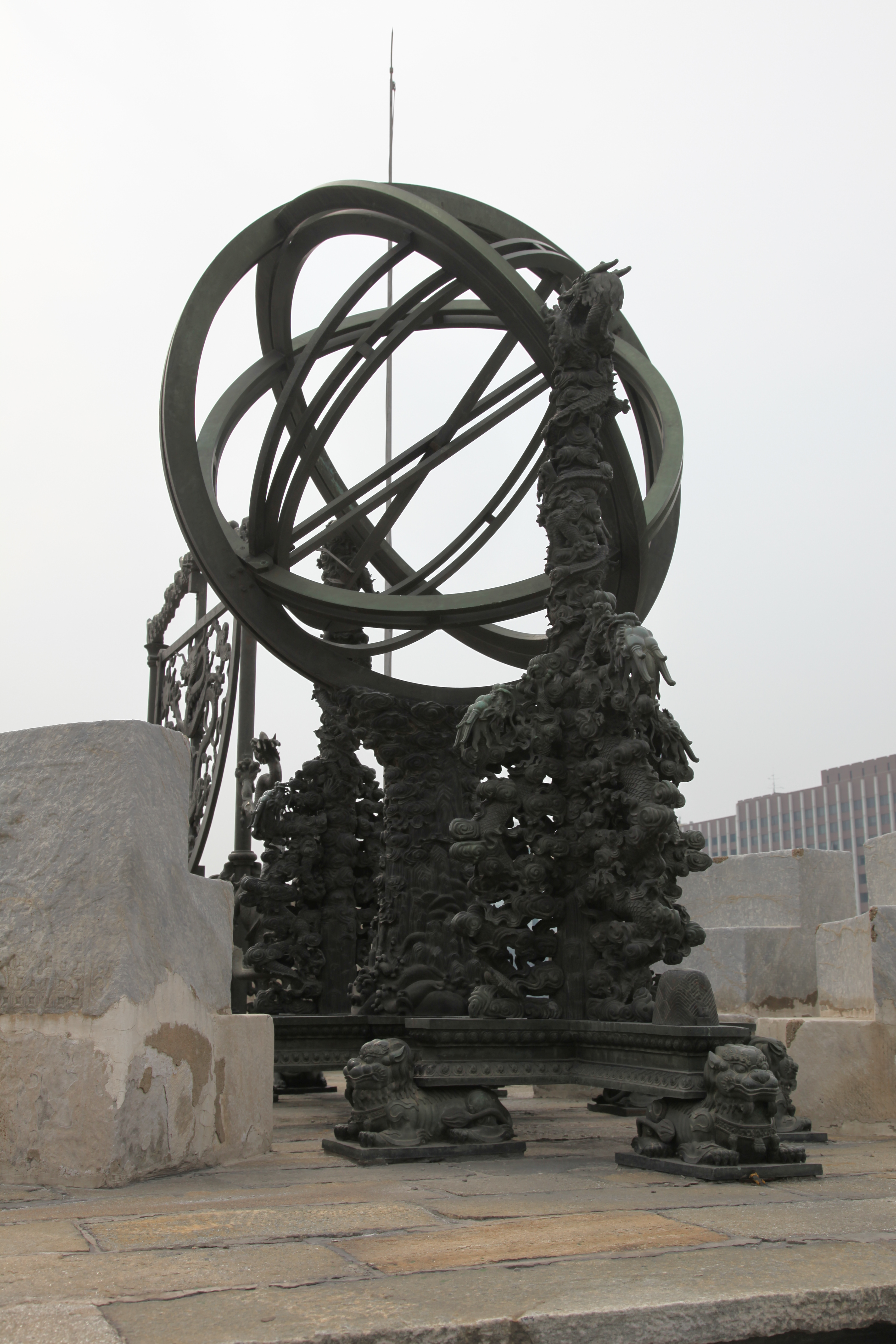
Sphère armillaire de 1744.
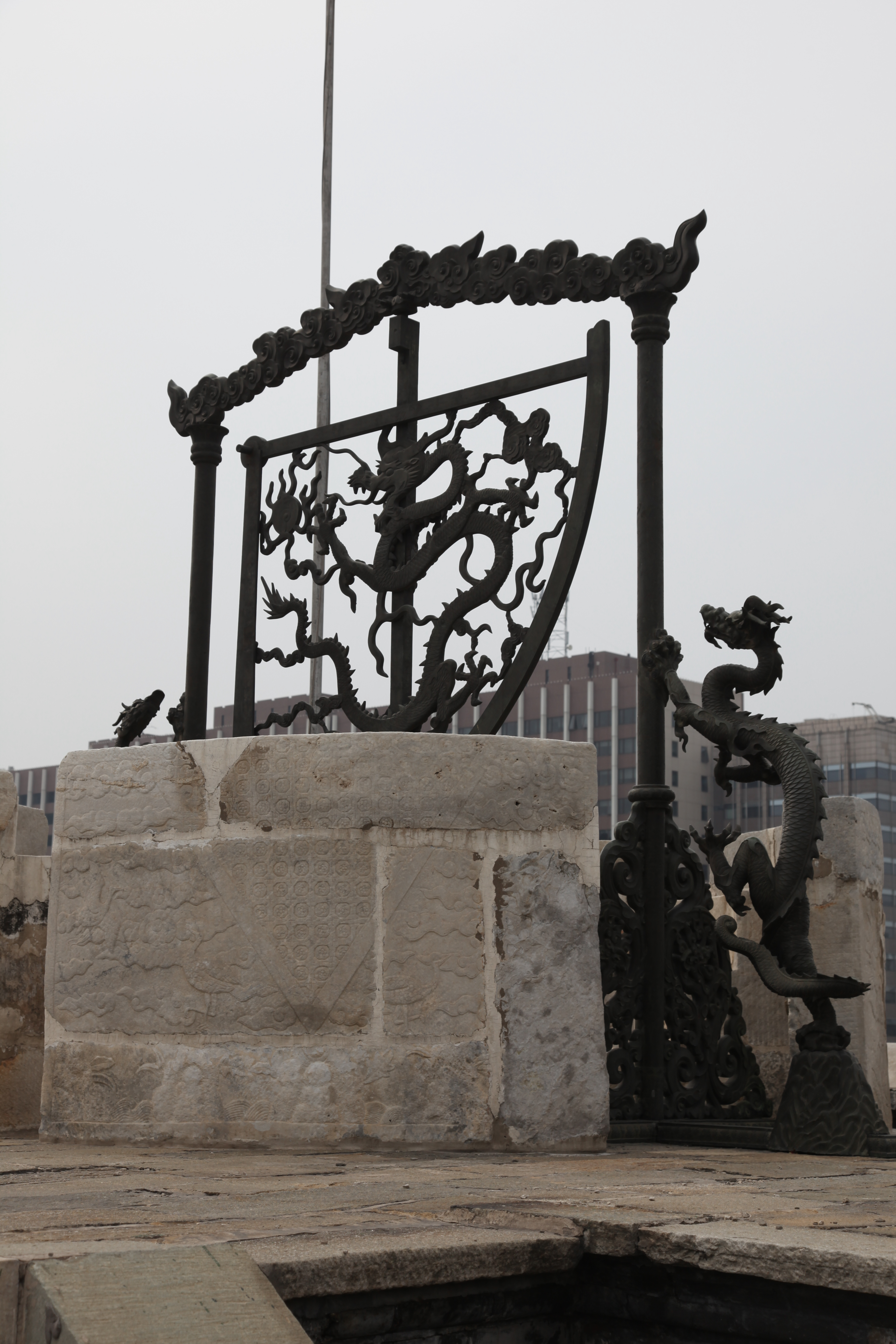
Quadrant pivotant de 1673.
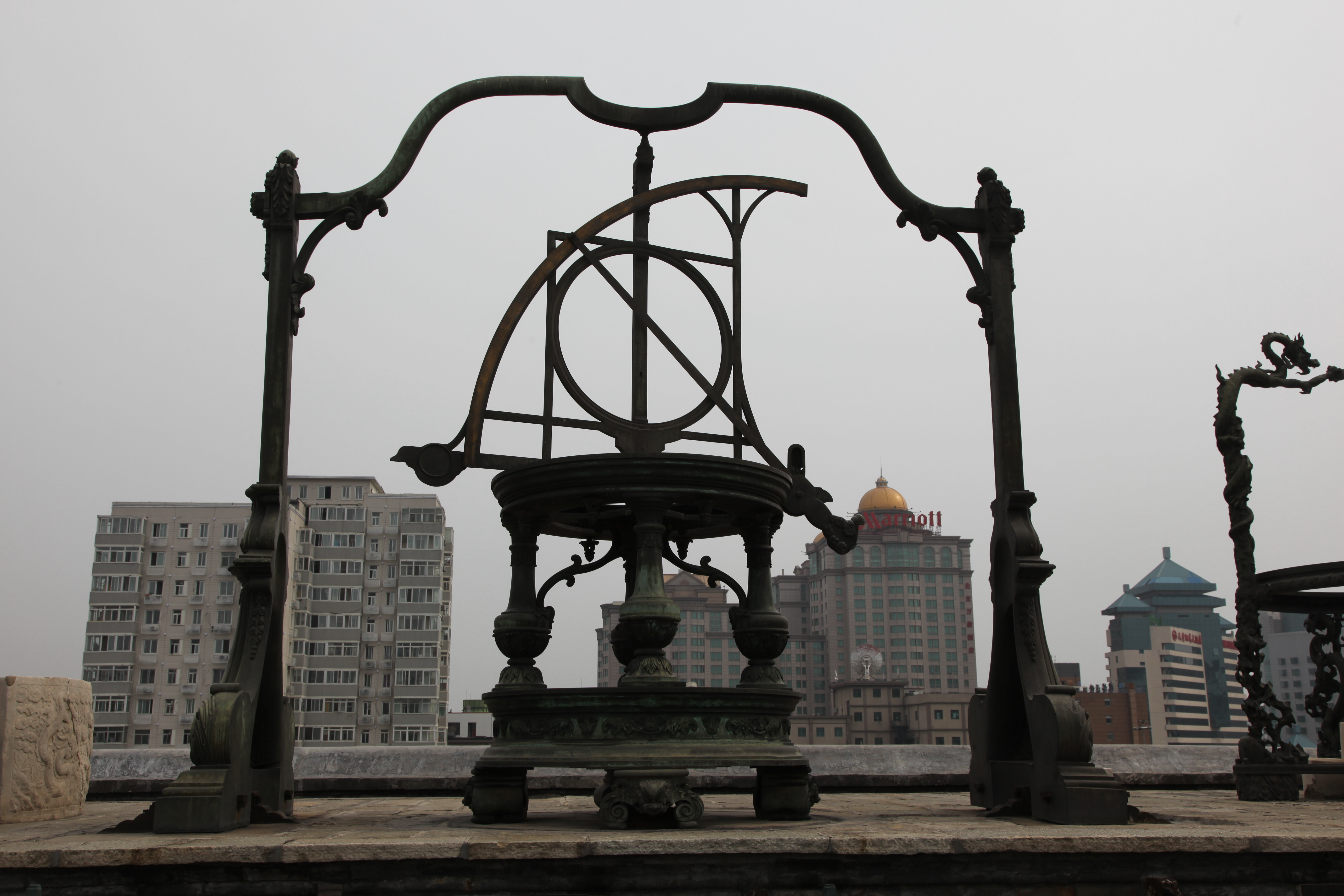
Théodolite de 1715.
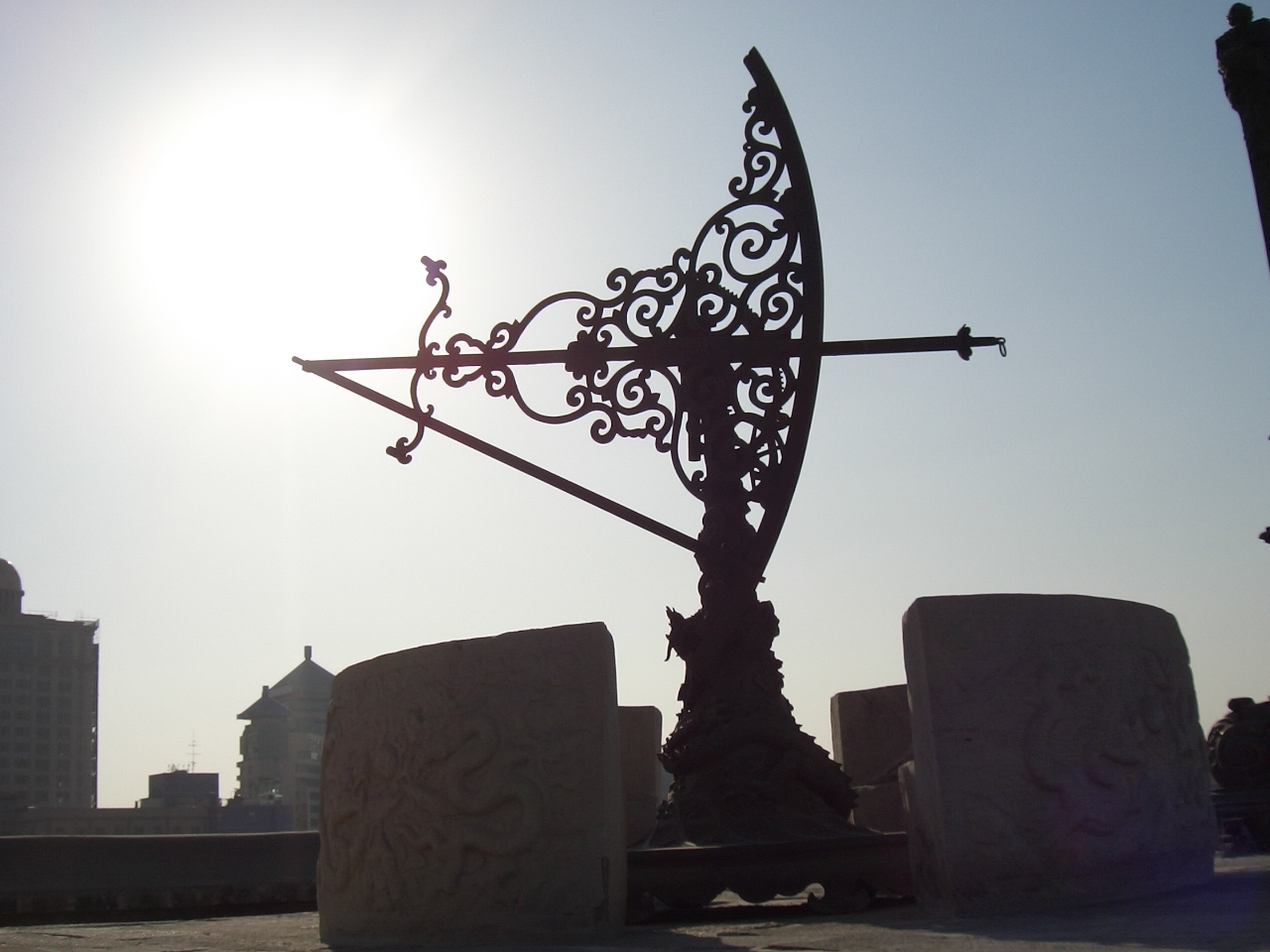
Sextant.
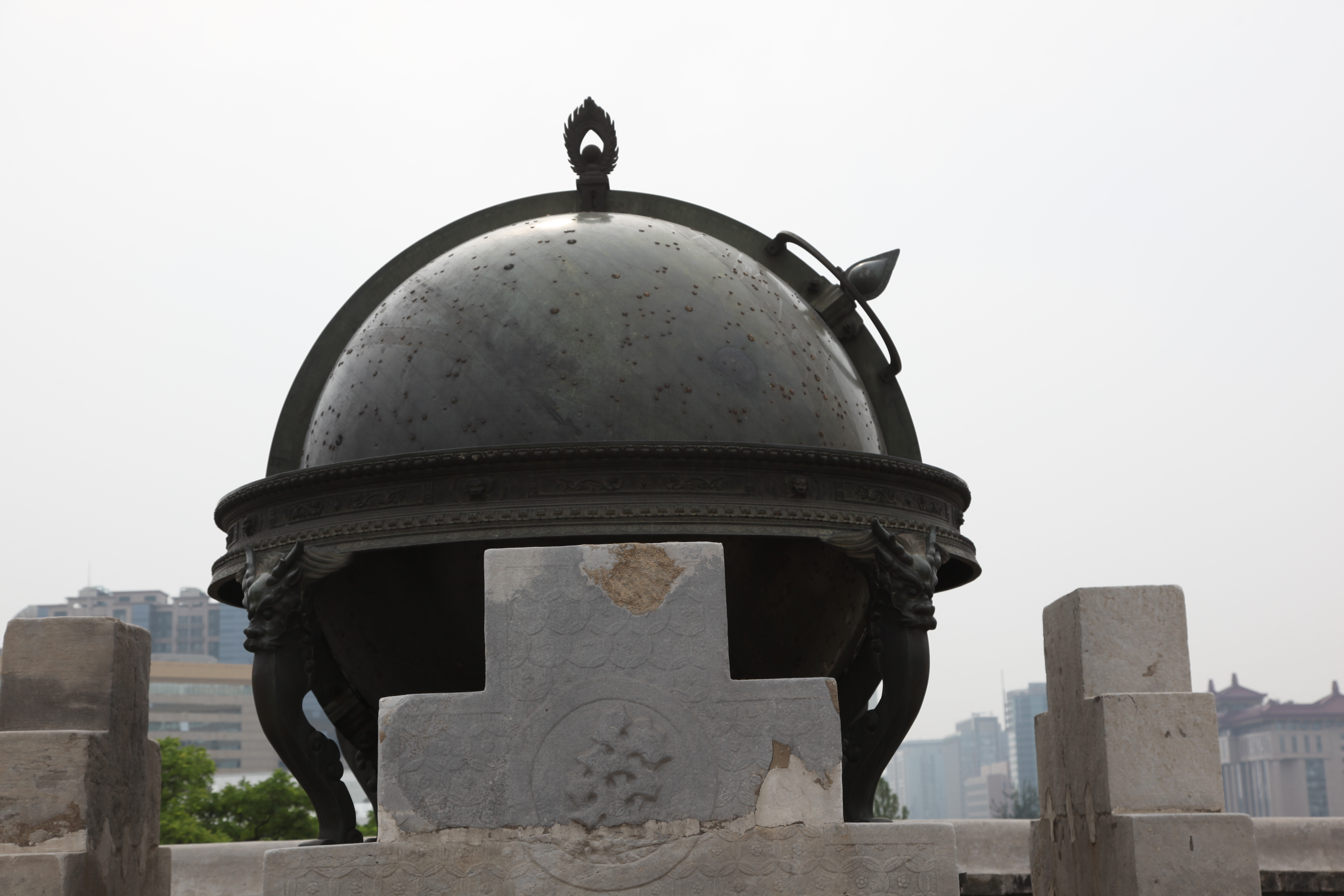
Astrolabe sphérique de 1673.